# Marele Premiu de la São Paulo din 2021
Marele Premiu de la São Paulo din 2021 (cunoscut oficial ca Formula 1 Heineken Grande Prêmio de São Paulo 2021) a fost o cursă de Formula 1 care s-a desfășurat între 12 și 14 noiembrie 2021 pe Circuitul Interlagos, Brazilia. Cursa a fost cea de-a nouăsprezecea etapă a Campionatului Mondial de Formula 1 din 2021, evenimentul marcând cea de-a 49-a ediție a Marelui Premiu și pentru prima dată când cursa este cunoscută sub numele de Marele Premiu de la São Paulo, edițiile anterioare fiind cunoscute drept Marele Premiu al Braziliei. A fost câștigat de Lewis Hamilton de la Mercedes, reducând din diferența de puncte în campionat față de adversarul său de pe locul 1, Max Verstappen, care a terminat pe locul 2 în această cursă. Valtteri Bottas a terminat pe locul 3 după ce a plecat din pole position.

## Clasamente

### Calificări
| Poz.                  | Nr. | Pilot              | Constructor               | Timpi calificări | Timpi calificări | Timpi calificări | Grila sprint |
| Poz.                  | Nr. | Pilot              | Constructor               | Q1               | Q2               | Q3               | Grila sprint |
| --------------------- | --- | ------------------ | ------------------------- | ---------------- | ---------------- | ---------------- | ------------ |
| 1                     | 33  | Max Verstappen     | Red Bull Racing-Honda     | 1:09,329         | 1:08,499         | 1:08,372         | 1            |
| 2                     | 77  | Valtteri Bottas    | Mercedes                  | 1:09,040         | 1:08,426         | 1:08,469         | 2            |
| 3                     | 11  | Sergio Pérez       | Red Bull Racing-Honda     | 1:09,172         | 1:08,973         | 1:08,483         | 3            |
| 4                     | 10  | Pierre Gasly       | AlphaTauri-Honda          | 1:09,347         | 1:08,903         | 1:08,777         | 4            |
| 5                     | 55  | Carlos Sainz Jr.   | Ferrari                   | 1:09,046         | 1:09,031         | 1:08,826         | 5            |
| 6                     | 16  | Charles Leclerc    | Ferrari                   | 1:09,155         | 1:08,859         | 1:08,960         | 6            |
| 7                     | 4   | Lando Norris       | McLaren-Mercedes          | 1:09,365         | 1:09,030         | 1:08,980         | 7            |
| 8                     | 3   | Daniel Ricciardo   | McLaren-Mercedes          | 1:09,374         | 1:09,093         | 1:09,039         | 8            |
| 9                     | 14  | Fernando Alonso    | Alpine-Renault            | 1:09,391         | 1:09,137         | 1:09,113         | 9            |
| 10                    | 31  | Esteban Ocon       | Alpine-Renault            | 1:09,430         | 1:09,189         | N/A              | 10           |
| 11                    | 5   | Sebastian Vettel   | Aston Martin-Mercedes     | 1:09,451         | 1:09,399         | N/A              | 11           |
| 12                    | 22  | Yuki Tsunoda       | AlphaTauri-Honda          | 1:09,350         | 1:09,483         | N/A              | 12           |
| 13                    | 7   | Kimi Räikkönen     | Alfa Romeo Racing-Ferrari | 1:09,598         | 1:09,503         | N/A              | 13           |
| 14                    | 99  | Antonio Giovinazzi | Alfa Romeo Racing-Ferrari | 1:09,342         | 1:10,227         | N/A              | 14           |
| 15                    | 18  | Lance Stroll       | Aston Martin-Mercedes     | 1:09,663         | N/A              | N/A              | 15           |
| 16                    | 6   | Nicholas Latifi    | Williams-Mercedes         | 1:09,897         | N/A              | N/A              | 16           |
| 17                    | 63  | George Russell     | Williams-Mercedes         | 1:09,953         | N/A              | N/A              | 17           |
| 18                    | 47  | Mick Schumacher    | Haas-Ferrari              | 1:10,329         | N/A              | N/A              | 18           |
| 19                    | 9   | Nikita Mazepin     | Haas-Ferrari              | 1:10,589         | N/A              | N/A              | 19           |
| DSC                   | 44  | Lewis Hamilton     | Mercedes                  | 1:08,733         | 1:08,068         | 1:07,934         | 20           |
| Regula 107%: 1:13,544 |     |                    |                           |                  |                  |                  |              |
| Sursa:                |     |                    |                           |                  |                  |                  |              |

Note
- ^1 – Lewis Hamilton a fost terminat calificările pe primul loc, dar a fost descalificat după ce s-a constatat că DRS-ul său nu era în conformitate cu regulile.[4]

### Calificările sprint
| Poz.                                                                           | Nr. | Pilot              | Constructor               | Tururi | Timp/Retras | Puncte | Grila finală |
| ------------------------------------------------------------------------------ | --- | ------------------ | ------------------------- | ------ | ----------- | ------ | ------------ |
| 1                                                                              | 77  | Valtteri Bottas    | Mercedes                  | 24     | 29:09,559   | 3      | 1            |
| 2                                                                              | 33  | Max Verstappen     | Red Bull Racing-Honda     | 24     | +1,170      | 2      | 2            |
| 3                                                                              | 55  | Carlos Sainz Jr.   | Ferrari                   | 24     | +18,723     | 1      | 3            |
| 4                                                                              | 11  | Sergio Pérez       | Red Bull Racing-Honda     | 24     | +19,787     |        | 4            |
| 5                                                                              | 44  | Lewis Hamilton     | Mercedes                  | 24     | +20,872     |        | 10           |
| 6                                                                              | 4   | Lando Norris       | McLaren-Mercedes          | 24     | +22,558     |        | 5            |
| 7                                                                              | 16  | Charles Leclerc    | Ferrari                   | 24     | +25,056     |        | 6            |
| 8                                                                              | 10  | Pierre Gasly       | AlphaTauri-Honda          | 24     | +34,158     |        | 7            |
| 9                                                                              | 31  | Esteban Ocon       | Alpine-Renault            | 24     | +34,632     |        | 8            |
| 10                                                                             | 5   | Sebastian Vettel   | Aston Martin-Mercedes     | 24     | +34,867     |        | 9            |
| 11                                                                             | 3   | Daniel Ricciardo   | McLaren-Mercedes          | 24     | +35,869     |        | 11           |
| 12                                                                             | 14  | Fernando Alonso    | Alpine-Renault            | 24     | +36,578     |        | 12           |
| 13                                                                             | 99  | Antonio Giovinazzi | Alfa Romeo Racing-Ferrari | 24     | +41,880     |        | 13           |
| 14                                                                             | 18  | Lance Stroll       | Aston Martin-Mercedes     | 24     | +44,037     |        | 14           |
| 15                                                                             | 22  | Yuki Tsunoda       | AlphaTauri-Honda          | 24     | +46,150     |        | 15           |
| 16                                                                             | 6   | Nicholas Latifi    | Williams-Mercedes         | 24     | +46,760     |        | 16           |
| 17                                                                             | 63  | George Russell     | Williams-Mercedes         | 24     | +47,739     |        | 17           |
| 18                                                                             | 7   | Kimi Räikkönen     | Alfa Romeo Racing-Ferrari | 24     | +50,014     |        | PL           |
| 19                                                                             | 47  | Mick Schumacher    | Haas-Ferrari              | 24     | +1:01,680   |        | 18           |
| 20                                                                             | 9   | Nikita Mazepin     | Haas-Ferrari              | 24     | +1:07,474   |        | 19           |
| Cel mai rapid tur: Max Verstappen (Red Bull Racing-Honda) – 1:12,114 (turul 9) |     |                    |                           |        |             |        |              |
| Sursa:                                                                         |     |                    |                           |        |             |        |              |

Note
- ^1 – Lewis Hamilton a primit o penalizare de cinci locuri pe grila de start pentru folosirea unui motor nou.[7]
- ^2 – Kimi Räikkönen s-a calificat pe locul 18, dar a trebuit să înceapă cursa de pe linia boxelor din cauza ansamblului diferit al aripei spate față de cel pe care l-a folosit în calificări.[8]

### Cursa
| Poz.                                                                          | Nr. | Pilot              | Constructor               | Tururi | Timp/Retras | Puncte |
| ----------------------------------------------------------------------------- | --- | ------------------ | ------------------------- | ------ | ----------- | ------ |
| 1                                                                             | 44  | Lewis Hamilton     | Mercedes                  | 71     | 1:32:22,851 | 25     |
| 2                                                                             | 33  | Max Verstappen     | Red Bull Racing-Honda     | 71     | +10,496     | 18     |
| 3                                                                             | 77  | Valtteri Bottas    | Mercedes                  | 71     | +13,576     | 15     |
| 4                                                                             | 11  | Sergio Pérez       | Red Bull Racing-Honda     | 71     | +39,940     | 13     |
| 5                                                                             | 16  | Charles Leclerc    | Ferrari                   | 71     | +49,517     | 10     |
| 6                                                                             | 55  | Carlos Sainz Jr.   | Ferrari                   | 71     | +51,820     | 8      |
| 7                                                                             | 10  | Pierre Gasly       | AlphaTauri-Honda          | 70     | +1 tur      | 6      |
| 8                                                                             | 31  | Esteban Ocon       | Alpine-Renault            | 70     | +1 tur      | 4      |
| 9                                                                             | 14  | Fernando Alonso    | Alpine-Renault            | 70     | +1 tur      | 2      |
| 10                                                                            | 4   | Lando Norris       | McLaren-Mercedes          | 70     | +1 tur      | 1      |
| 11                                                                            | 5   | Sebastian Vettel   | Aston Martin-Mercedes     | 70     | +1 tur      |        |
| 12                                                                            | 7   | Kimi Räikkönen     | Alfa Romeo Racing-Ferrari | 70     | +1 tur      |        |
| 13                                                                            | 63  | George Russell     | Williams-Mercedes         | 70     | +1 tur      |        |
| 14                                                                            | 99  | Antonio Giovinazzi | Alfa Romeo Racing-Ferrari | 70     | +1 tur      |        |
| 15                                                                            | 22  | Yuki Tsunoda       | AlphaTauri-Honda          | 70     | +1 tur      |        |
| 16                                                                            | 6   | Nicholas Latifi    | Williams-Mercedes         | 70     | +1 tur      |        |
| 17                                                                            | 9   | Nikita Mazepin     | Haas-Ferrari              | 69     | +2 tururi   |        |
| 18                                                                            | 47  | Mick Schumacher    | Haas-Ferrari              | 69     | +2 tururi   |        |
| Ab                                                                            | 3   | Daniel Ricciardo   | McLaren-Mercedes          | 49     | Motor       |        |
| Ab                                                                            | 18  | Lance Stroll       | Aston Martin-Mercedes     | 47     | Avarii      |        |
| Cel mai rapid tur: Sergio Pérez (Red Bull Racing-Honda) – 1:11.010 (turul 71) |     |                    |                           |        |             |        |
| Sursa:                                                                        |     |                    |                           |        |             |        |

| Loc    | 1  | 2  | 3  | 4  | 5  | 6 | 7 | 8 | 9 | 10 | CMRT |
| Puncte | 25 | 18 | 15 | 12 | 10 | 8 | 6 | 4 | 2 | 1  | 1    |

Note
- ^1 – Include un punct pentru cel mai rapid tur.

## Clasamentele campionatelor după cursă
|           | Poz. | Pilot           | Puncte |
| --------- | ---- | --------------- | ------ |
| Unchanged | 1    | Max Verstappen  | 332,5  |
| Unchanged | 2    | Lewis Hamilton  | 318,5  |
| Unchanged | 3    | Valtteri Bottas | 203    |
| Unchanged | 4    | Sergio Pérez    | 178    |
| Unchanged | 5    | Lando Norris    | 151    |
| Sursa:    |      |                 |        |

|           | Poz. | Constructor           | Puncte |
| --------- | ---- | --------------------- | ------ |
| Unchanged | 1    | Mercedes              | 521,5  |
| Unchanged | 2    | Red Bull Racing-Honda | 510,5  |
| Unchanged | 3    | Ferrari               | 287,5  |
| Unchanged | 4    | McLaren-Mercedes      | 256    |
| Unchanged | 5    | Alpine-Renault        | 112    |
| Sursa:    |      |                       |        |

- Notă: Doar primele cinci locuri sunt prezentate în ambele clasamente.
- Textul îngroșat indică concurenții care mai aveau șansa teoretică de a deveni Campion Mondial.